# Bhangar Raghunathpur
Bhangar Raghunathpur là một thị trấn thống kê (census town) của quận South Twentyfour Parganas thuộc bang Tây Bengal, Ấn Độ.

## Nhân khẩu
Theo điều tra dân số năm 2001 của Ấn Độ, Bhangar Raghunathpur có dân số 5009 người. Phái nam chiếm 51% tổng số dân và phái nữ chiếm 49%. Bhangar Raghunathpur có tỷ lệ 59% biết đọc biết viết, thấp hơn tỷ lệ trung bình toàn quốc là 59,5%: tỷ lệ cho phái nam là 65%, và tỷ lệ cho phái nữ là 53%. Tại Bhangar Raghunathpur, 16% dân số nhỏ hơn 6 tuổi.